# Bisbat de Győr
El bisbat de Győr (hongarès: Győri egyházmegye, llatí: Dioecesis Iaurinensis) és una seu de l'Església Catòlica a Hongria, sufragània de l'arquebisbat de Esztergom-Budapest. Al 2016 tenia 376.200 batejats sobre una població de 538.300 habitants. Actualment està regida pel bisbe cardenal András Veres.

## Territori
La diòcesi comprèn la província de Győr-Moson-Sopron i la part occidental de la província de Komárom-Esztergom.
La seu episcopal és la ciutat de Győr, on es troba la catedral de Sant Ladislau.
El territori s'estén sobre 5.100 km², i està dividit en 191 parròquies.

## Història
La diòcesi va ser erigida per Esteve I d'Hongria el 1009.
Entre el 1450 i el 1733 el bisbe de Győr tenia el títol de bisbe-comte (comes perpetuus supremus).
El 1526 el bisbe Balázs Paksy va morir en la batalla de Mohács.
Del 1594 al 1598 el bisbat quedà sota el domini de l'Imperi Otomà. Del 1596 al 1630 el bisbat de Győr i l'arquebisbat de Kalocsa (avui arquebisbat de Kalocsa-Kecskemét) van ser administrades pel mateix bisbe.
El 17 de juny de 1777 cedí una part del seu territori a benefici de l'erecció del bisbat de Szombathely.
El 18 de maig de 1922 cedí la part del seu territori a Àustria a benefici de l'erecció de l'administració apostòlica del Burgenland (avui bisbat d'Eisenstadt).

## Cronologia episcopal
- Modesto † (1009 - 1051 mort)
- Miklós? † (1052 - 1064)
- Dezső † (1064 - 1096)
- Hartvik † (1097 - 1110)
- György I † (1111 - 1115)
- Ambrus † (1115 - 1118)
- Gerváz I † (1119 - 1134)
- Péter I † (1135 - 1136 mort)
- Pál † (1137 - 1140)
- Zacheus † (1142 - 1149)
- Izbég † (1150 - 1155)
- Gerváz II † (1156 - 1179)
- Mikud † (1176 o 1181 - 1187)
- Ugrin Csák † (1188 - 1204 nomenat arquebisbe d'Esztergom)
- Péter † (1206 - 1218 mort)
- Kozma † (1219 - 1223)
- Gergely † (1223 - 1241 mort)
- Benedek I † (11 de juliol de 1243 - ?)
- Artolfus † (de setembre de 1245 - ?)
- Omodé † (1254 - 1263)
- György II † (1263 - 1267)
- Farkas † (1268 - 1270)
- Dénes † (1271 - 1289 ?)
- András † (1290 - 1293)
- Benedek II † (1294 - 1296)
- Tivadar Tengerdi † (1296 - 1308 mort)
- Miklós Kőszegi † (28 de juliol de 1309 - 1336 mort)
- Kálmán † (1337 - 1375 mort)
- János De Surdis † (1375 - 23 de gener de 1376 nomenat arquebisbe d'Esztergom)
- Péter Siklósi † (23 de gener de 1376 - 2 d'octubre de 1377 nomenat bisbe de Veszprém)
- Guglielmo Vasco, O.F.M. † (2 d'octubre de 1377 - 1386 deposat)
- János Hédervári † (12 de juny de 1386 - 1415 mort)
- Kelemen Molnár † (1417 - 1438 mort)
- Benedek Mihályfia † (5 de juny de 1439 - 1444 mort)
- Ágoston Salánki † (12 novembre 1445 - 1466 mort)
- Demeter Csupor Monoszlói † (14 d'abril de 1466 - 1480 mort)
- Orbán Dóczy von Nagylúcse † (5 de setembre de 1481 - 27 d'abril de 1487 nomenat bisbe d'Eger)
- Tamás Bakócz † (27 d'abril de 1487 - 9 de juny de 1497 nomenat bisbe d'Eger)
- Ferenc Szatmári † (9 de juny de 1497 - 1509 mort)
- János Gosztony † (10 de febrer de 1511 - 1525 nomenat bisbe de Transilvania)
- Balázs Paksy † (1525 - 29 d'agost de 1526 mort)
  - Sede vacante (1526-1550)
- Ferenc Ujlaky † (2 de juny de 1550 - 3 d'agost de 1554 nomenat bisbe d'Eger)
- Pál Gregorianci † (3 d'agost de 1554 - 21 d'octubre de 1565 mort)
- Zaccaria Delfino † (1567 - vers 1572 dimití)
- János Liszthi † (15 de maig de 1573 - 22 de febrer de 1578 mort)
- Juraj Drašković von Trakošćan † (25 d'abril de 1578 - 30 d'abril de 1582 nomenat arquebisbe de Kalocsa)
  - Sede vacante (1582-1587)
- Petar Herešinec † (26 d'octubre de 1587 - 10 de juny de 1590 mort)
- János Kuthassy † (23 de setembre de 1592 - 4 de juny de 1599 nomenat arquebisbe d'Esztergom))[1]
- Márton Pethe de Hetes † (15 de desembre de 1600 - 3 d'octubre de 1605 mort)
- Demeter Náprágyi † (27 de gener de 1610 - 1619 mort)
  - Bálint Lépes † (1619 - 1623 mort) (no confirmat)
- Miklós Dallos † (25 de juny de 1629[2] - 23 de març de 1630 mort)
  - István Sennyey Kissennyei † (24 de març de 1630 - 22 d'octubre de 1635 mort) (no confirmat)
  - Juraj Drašković † (22 d'octubre de 1635 - 1650) (no confirmat)
  - János Püsky † (1651 - 1657) (no confirmat)
- György Szécsényi † (7 de desembre de 1665[3] - 18 d'abril de 1678[4] nomenat arquebisbe de Kalocsa)
  - Sede vacante (1678-1685)
- Leopold Karl von Kollonitsch † (16 de setembre de 1685 - 6 de març de 1690 nomenat arquebisbe de Kalocsa)
- Christian August von Sachsen-Zeitz † (18 de juliol de 1696 - 23 d'agost de 1725 mort)
- Philipp Ludwig von Sinzendorf † (11 de setembre de 1726 - 3 de setembre de 1732 nomenat arquebisbe de Breslàvia)
- Adolf Groll, B. † (1º d'octubre de 1733 - 24 novembre 1743 mort)
- Ferenc Zichy † (16 de març de 1744 - 18 de juny de 1783 mort)
  - Sede vacante (1783-1788)
- József Fengler, Sch. P. † (10 de març de 1788 - 4 de febrer de 1802 mort)
  - Sede vacante (1802-1806)
- Jozef Ignác Wilt † (26 d'agost de 1806 - 5 d'octubre de 1813 mort)
  - Sede vacante (1813-1818)
- Ernst von Schwarzenberg † (21 de desembre de 1818 - 14 de març de 1821 mort)
  - Sede vacante (1821-1825)
- Antal Juranits † (27 de juny de 1825 - 26 d'agost de 1837 mort)
- János Sztankovits † (13 de setembre de 1838 - 1848 mort)
  - Antal Karner † (27 d'octubre de 1849 - 30 de setembre de 1856 mort) (no confirmat)
- János Simor † (19 de març de 1857 - 22 de febrer de 1867 nomenat arquebisbe d'Esztergom))
- János Zalka † (27 de març de 1867 - 1901 mort)
- Miklós Széchenyi de Salvar-Felsovidék (16 de desembre de 1901 - 20 d'abril de 1911 nomenat bisbe de Gran Varadino dels Llatins)
- Árpád Lipót Várady † (22 d'abril de 1911 - 25 de maig de 1914 nomenat arquebisbe de Kalocsa)
- Antal Fetser † (22 de gener de 1915 - 6 d'octubre de 1933 mort)
- István Breyer † (13 de desembre de 1933 - 28 de setembre de 1940 mort)
- Beato Vilmos Apor † (21 de gener de 1941 - 2 d'abril de 1945 mort)
- Kálmán Papp † (3 de maig de 1946 - 28 de juliol de 1966 mort)
  - József Kacziba † (10 de gener de 1969 - 7 de gener de 1975 renuncià) (administrador apostòlic)
  - Kornél Pataky † (7 de gener de 1975 - 2 d'abril de 1976 nomenat bisbe) (administrador apostòlic)
- Kornél Pataky † (2 d'abril de 1976 - 18 de març de 1991 dimití)
- Lajos Pápai (18 de març de 1991 - 17 de maig de 2016 jubilat)
- András Veres, des del 17 de maig de 2016

## Estadístiques
A finals del 2016, la diòcesi tenia 376.200 batejats sobre una població de 538.300 persones, equivalent al 69,9% del total.
| any  | població | població | població | sacerdots | sacerdots       | sacerdots       | sacerdots             | diaques | religiosos | religiosos | parròquies |
| ---- | -------- | -------- | -------- | --------- | --------------- | --------------- | --------------------- | ------- | ---------- | ---------- | ---------- |
| any  | batejats | total    | %        | total     | clergat secular | clergat regular | batejats por sacerdot | diaques | homes      | dones      |            |
| 1948 | 369.790  | 451.218  | 82,0     | 392       | 337             | 55              | 943                   |         | 150        | 807        | 180        |
| 1969 | 415.000  | 590.000  | 70,3     | 393       | 369             | 24              | 1.055                 |         | 24         |            | 215        |
| 1980 | 431.000  | 630.000  | 68,4     | 320       | 320             |                 | 1.346                 |         |            |            | 211        |
| 1990 | 430.000  | 600.000  | 71,7     | 211       | 211             |                 | 2.037                 |         |            |            | 180        |
| 1999 | 460.000  | 540.000  | 85,2     | 164       | 146             | 18              | 2.804                 | 1       | 21         | 24         | 187        |
| 2000 | 450.000  | 540.000  | 83,3     | 158       | 142             | 16              | 2.848                 | 1       | 19         | 23         | 187        |
| 2001 | 370.000  | 540.000  | 68,5     | 161       | 148             | 13              | 2.298                 |         | 16         | 21         | 187        |
| 2002 | 370.000  | 540.000  | 68,5     | 174       | 145             | 29              | 2.126                 |         | 33         | 31         | 195        |
| 2003 | 370.000  | 540.000  | 68,5     | 168       | 140             | 28              | 2.202                 |         | 32         | 31         | 195        |
| 2004 | 365.000  | 530.000  | 68,9     | 169       | 137             | 32              | 2.159                 |         | 35         | 29         | 195        |
| 2006 | 370.000  | 530.000  | 69,8     | 162       | 140             | 22              | 2.283                 | 1       | 24         | 25         | 194        |
| 2013 | 378.099  | 552.453  | 68,4     | 143       | 127             | 16              | 2.644                 |         | 18         | 19         | 198        |
| 2016 | 376.200  | 538.300  | 69,9     | 142       | 119             | 23              | 2.649                 |         | 23         | 23         | 191        |